# Крис Ъруин
Крис Ъруин (на английски: Chris Irwin) е бивш британски автомобилен състезател, пилот от Формула 1. Роден на 27 юни 1942 г. в Лондон, Великобритания.

## Формула 1
Крис Ъруин прави своя дебют във Формула 1 в Голямата награда на Великобритания през 1966 г. В световния шампионат записва 10 състезания като спечелва две точки, състезава се за два отбора.